# Pantomima

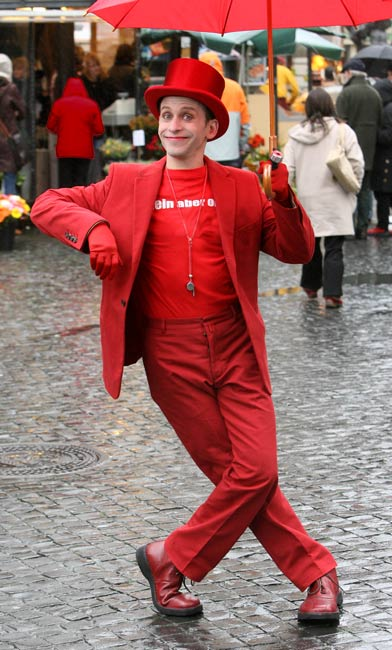
Pablo Zibes

Pantomima (do grego antigo παντόμῑμος, transl. pantómīmos: literalmente 'que imita em tudo') é um teatro gestual que faz o menor uso possível de palavras e o maior uso de gestos através da mímica. É a arte de narrar com o corpo, uma modalidade cênica que se diferencia da expressão corporal e da dança. Basicamente é a arte objetiva da mímica, um excelente artifício para comediantes, cômicos, palhaços, atores, bailarinos e intérpretes no geral.
Nesta modalidade, os pantomímicos precisam buscar a forma perfeita, a estética da linha do corpo, pois através do gesto tudo será dito, uma boa pantomima está na habilidade adquirida pelo pantomímico em se transfigurar no ato da interpretação, passando para a plateia todas as ações e mensagens pelos gestos. É uma das artes que exige o máximo do artista para que este receba o máximo de retorno do público, ou seja, a atenção da plateia para que a mensagem seja passada devidamente.
Por mais que seja difícil e trabalhoso introduzir a pantomima em um grupo que esteja acostumado com textos orais, sempre é possível criar através da gestualidade do corpo. A pantomima costuma impressionar e chamar a atenção da plateia; por ser de fácil assimilação, por chamar a atenção, por ser praticamente universal, ela é bastante utilizada.

## História
Pode-se dizer que a pantomima é tão antiga quanto a dramaturgia, e ambas têm a mesma origem: Grécia Antiga. Foram encontrados indícios de pantomima também em rituais religiosos sumérios, hindus e egípcios, além dos gregos, há mais de cinco mil anos. Ao narrar epopeias e tentar transmitir sensações do divino, os sacerdotes acabavam demonstrando características pantomímicas, e isso era muito mais claro na Grécia. Esta foi a primeira semente pantomímica, a pantomima sagrada.
No século IV a.C., a Grécia helênica promove seus festivais dionisíacos. A tragédia é muito popular. Aristóteles escreveu em sua obra A Poética sobre o texto da tragédia e cita no primeiro parágrafo os mimos de Sófron e Siracusa, como uma expressão teatral, à parte, com a necessidade de uma denominação específica. Nos vasos jônicos é fácil de encontrar as pinturas retratando esses artistas que mimicavam os governantes locais ou os tipos populares engraçados. Essa foi a pantomima antiga.
O imperador romano Augusto promoveu os pantomímicos. Os festivais realizados no Palácio dos Esportes eram assistidos por 40.000 pessoas. Muito foi escrito sobre esse apogeu da pantomima. O poeta Lívio Andrônico é considerado o primeiro one-man-show da história do teatro. Foi inventor da pantomima romana. Ele fez a ponte entre a pantomima grega e a latina. Também vale reportar a citação de Cícero sobre a interpretação de dois grandes pantomímicos romanos, Bathylle e Pylade, quando apresentaram suas versões para a tragédia grega Prometeu, de Ésquilo, - Como se existisse uma língua em cada ponta de seus dedos. Essa foi a pantomima clássica.
Após o obscuro período da Idade Média onde a Inquisição proibiu qualquer livre manifestação artística, surgiu na França em 1813 um genial pantomímico que reavivou o gênero. Jean-Gaspard Deburau criou o personagem Baptiste oriundo da família dos Pierrots da comédia francesa. Elaborou um repertório e motivou o surgimento de um estilo romântico. Houve uma efervescência da pantomima romântica nos anos posteriores e por toda a Europa muitos artistas aprimoraram o estilo se apresentando em teatros, music-halls, boulevares e circos. Se apresentava no Théâtre de Funambeles na famosa Boulevard du Temple marcando a Era de Ouro da Pantomima de 1825 a 1860. Sua figura e estilo foi imortalizado no cinema pelo filme de Marcel Carné "Les Enfants du Paradise" (Boulevard do Crime, em português) protagonizado pelo grande ator e mímico francês Jean Louis Barrault. Já nos filmes de cinema mudo os pantomimos Charles Chaplin e Buster Keaton são os mais expressivos herdeiros desta pantomima. Essa foi a pantomima romântica.
No início do século XX, as artes em geral tiveram seus conceitos e estéticas transformadas com rupturas aos conceitos tradicionais e o surgimento de novas tendências estéticas. Na França, Étienne Decroux começou a codificar uma gramática para o movimento corporal, resultando numa técnica que acabou dando as diretrizes para o surgimento de um novo estilo de pantomima. O mais representativo pantomímico dessa técnica é Marcel Marceau, que criou o personagem Bip e um repertório neoclássico.
Hoje, essa técnica é identificável como uma linguagem de acessório nos trabalhos de vários artistas. Por exemplo, nas coreografias de Michael Jackson com seus passos de dança sem sair do lugar. Nas performances dos shows de ilusionismo dos mágicos, como David Cooperfield, ou nas performances cinematográficas do personagem Mr. Bean. Essa é a pantomima moderna, a pantomima como se conhece atualmente.
Até em Chaplin a pantomima era apenas o pantomímico e o palco vazio, tudo dependia da expressão. No entanto, graças a ele, hoje pode-se utilizar cenário, objetos e figurino, pois era impossível fazer uma pantomima cinematográfica sem recursos cênicos.
No Brasil, a técnica da mímica chegou em 1952 através do ator, tradutor, diretor e mímico português Luís de Lima, que encenou o primeiro mimodrama (O Escrituário) e ministrou inúmeras oficinas e cursos de mímica pelo Brasil, influenciando e criando uma nova geração de mímicos. Paralelo a isso, a presença de Marcel Marceau com suas turnês influenciou da mesma forma. Brasileiros precursores da década de 70 são Ricardo Bandeira, Juarez Machado, Denise Stoklos e dessa nova geração Josué Soares, Luiza Monteiro, Vicentini Gomes, Fernando Vieira, Alberto Gaus, Jiddu Saldanha, Sérgio Bicudo, Toninho Lobo, Alvaro Assad, Marcio Moura e Melissa Teles-Lôbo.
A pantomima também tem sido utilizada por muitos grupos cristãos para promover sua fé, dentre os quais destaca-se a fundação norte-americana Jocum (Jovens Com uma Missão) que é uma das pioneiras neste tipo de pantomima cristã.

## Figurino
A pantomima obedece ao objetivo de chamar a atenção, impressionar, impactar e transmitir a palavra da maneira mais fácil possível para os espectadores, isto faz do figurino acessório importante para a apresentação de uma pantomima de qualidade – isto é, uma pantomima que tenha o máximo de retorno.
Existem algumas maneiras de se utilizar o figurino. Nos grupos de pantomima cristãos, costuma-se utilizar dois tipos: padronização e casualidade. Ambas são muito utilizadas por diferentes grupos que apresentam diferentes gostos, por exemplo, a oficina de teatro do ministério Ajores trabalha somente com a padronizada, uma questão de gosto do diretor e seus integrantes.
A casualidade é quando numa determinada peça utiliza-se uma determinada roupa, exemplo: num papel de uma menina, se veste uma roupa de menina, assim como no teatro dramático.
Na padronização é diferente, costuma-se fazer um acordo com o grupo e decidir permanentemente como será o figurino das personagens (demônios, satanás, anjos, Deus, Jesus, etc,), seguindo uma padronização, como por exemplo: os personagens Jesus, Deus e anjos vestem roupas todas brancas, porém anjos com asas, Jesus e Deus com um manto maior e mais longo, os demônios, pessoas comuns e Satanás podem vestir roupas pretas, porém Satanás com um manto longo e negro (a maquiagem também pode ser utilizada para caracterizar as personagens).
Independente da opção de figurino, a pantomima não pode ser ambígua nem confusa, deve ser acessível a todos e direta, o figurino não pode causar dúvidas no público, deve ser algo que quando o espectador assistir reconheça imediatamente qual personagem está sendo representado.

## Maquiagem
A maquiagem na pantomima é tão importante quanto o figurino, é com ela que se diferenciam as personagens. A maquiagem é capaz de transmitir muita informação se feita com cuidados.
A maquiagem perfeita, que é utilizada para retratar machucados, cicatrizes, etnia, e outros pode ser  deixada apenas para o teatro dramático, para a pantomima a maquiagem deve ser clara e direta, sem ter compromisso com a perfeição, pois a pantomima é uma arte completamente abstrata, e assim segue a maquiagem com ela.
Os grupos de pantomima cristãos costumam padronizar o tipo de maquiagem. A respeito das tintas, sugere-se três opções. A primeira seria pasta de água, porém esta pode manifestar alergia em alguns atores, por isto sugere-se a pasta de água de farmácia de manipulação que é completamente antialérgica, a segunda opção é panqueique e a terceira tinta facial infantil, disponível em todas as cores e todas antialérgicas. Todas estas tintas são removíveis com água e facilmente diluídas.
Durante a maquiagem deve-se ter cuidado com os olhos. Maquiar perto demais dos olhos pode correr o risco de um contato e haver sérias complicações, além de estragar o espetáculo. Portanto, cuidado com os olhos e deve-se pedir para alguém mais experiente passar lápis de olho nos atores, assim a maquiagem não precisa chegar no olho e não fica um buraco sem maquiagem abaixo do olho.

## Expressão facial
A técnica de um pantomímico é considerada boa ou má à medida que ele é capaz de usar gestos e sinais corporais para se comunicar com o público. Com a popularização do cinema falado e consequente perda dos aspectos não-verbais da representação, muitos pantomímicos caíram na obscuridade.
A expressão facial é de extrema importância na pantomima, afinal não costuma-se falar na pantomima, portanto grande parte da mensagem será transmitida pelo rosto. Por isto temos que conhecer nosso rosto.
Um excelente conselho é fazer expressões faciais de felicidade, tristeza, raiva, amor, compaixão, medo, angústia ou espanto em frente a um espelho. Nesta hora pode-se moldar a expressão facial à vontade, e se a expressão de feliz está parecida com um idiota alegre, podes-se treinar mais, até o ator convencer a si próprio de que está feliz. Também é importante que o grupo de pantomima chame a atenção dos pantomímicos que não estejam com uma boa expressão, sugerindo melhoras e pedindo para recomeçar. Não importa quantas vezes o ensaio recomece, deve-se aproveitar o ensaio para este tipo de correção.
“Uma pessoa feliz é aquela que está sorrindo, certo? Errado”. Somente em expressões com sorriso pode-se citar ao menos cinco e todos com emoções distintas. As crianças costumam ser aconselhadas por suas avós a “fazer uma cara feliz”, “dar um grande sorriso” e “mostrar os dentes brancos maravilhosos” ao conhecer uma pessoa. A vovó sabia, no plano da intuição, que isso causaria nos outros uma boa impressão. Os primeiros estudos científicos sobre o sorriso que se tem notícia foram os do cientista francês Guillaume Duchenne de Boulogne, no início do século XIX. Boulogne descobriu que os sorrisos são controlados por dois conjuntos de músculos: os zigomáticos maiores, que percorrem todo o lado do rosto e se conectam com os cantos da boca, e os orbiculares ópticos, que puxam os olhos para trás. Os zigomáticos maiores puxam a boca para os lados, expondo os dentes e alargando as bochechas, ao passo que os orbiculares ópticos estreitam os olhos e produzem os pés-de-galinha. É importante entender o funcionamento desses músculos, porque os zigomáticos maiores são conscientemente controlados – são usados para produzir falsos sorrisos de satisfação que dão a impressão de cordialidade e subordinação. Os orbiculares ópticos que atuam independentemente, revelam os sentimentos que há por trás de um sorriso verdadeiro. Portanto, a primeira coisa que o público procura inconscientemente para saber se seu sorriso é verdadeiro são os pés de galinhas. É importante o grupo lembrar o ator de forçar os olhos ao sorrir, assim o sorriso fica com ar de felicidade.
Para um sorriso, não basta apenas um movimento com a boca, os olhos influenciam significativamente o sorriso, e pode-se reparar no espelho que o sorriso bem dado é capaz até de levantar as orelhas, curvar as sobrancelhas e esticar o nariz, por isso se sorri com o rosto, e não apenas com a boca. Esta regra vale para qualquer emoção. “Uma pessoa zangada é aquela que está com as sobrancelhas franzidas, certo? Errado também!” Analise o contexto, o rosto todo deve dizer que a pessoa esta zangada, a boca com ar sério, os olhos levemente arregalados e atesta um pouco franzida. Um sorriso com as sobrancelhas franzidas é sinal de felicidade ou de ira? De nada. Isso não existe! Cuidado para a expressão não deixar o público confuso.
Uma expressão bem feita, treinada, conscientizada e nítida é muito eficaz, diz muito sobre o personagem, vale apenas lembrar que o rosto não é um conjunto de partes, é o todo, e o todo deve passar a emoção, e não apenas uma parte.

## Expressão corporal
Lista de alguns exemplos de expressão corporal utilizados na pantomima.
- Sinal de franqueza: Mãos espalmadas para cima, pode vir com braços abertos;
- Sinal de autoridade: Mãos espalmadas para baixo, ou dedo apontado;
- Em desacordo ou insegurança: Braços cruzados ou coçar/bater na cabeça ou pernas cruzadas;
- Atitude hostil: Braços cruzados fortemente com punhos cerrados;
- Resistente: Braços cruzados com as mãos agarrando os braços;
- Confiante, porém defensivo: Braços cruzados com os polegares para cima;
- Nervosismo: mexendo no punho da camiseta, na bolsa, no relógio, enfim, em algum lugar que possa formar uma barreira entre o mundo exterior e o pantomímico;
- Pessoa aberta: Braços paralelos apontando para frente;
- Pessoa fechada: braços sobrepostos, cruzando-se, criando uma barreira;
- Pessoa tomando decisão: Alisar o queixo;
- Pessoa neutra: pernas (em pé ou sentado) em posição de sentido, retas e juntas;
- Homem dominador: Pernas abertas;
- Pessoa emocionalmente retirada (“no mundo da lua”): Pernas e braços cruzados ao mesmo tempo;
- Homem competitivo: Pernas cruzadas com os tornozelos sobre o joelho;
- Pessoa reprimida: tornozelos trançados (homem com joelhos afastados, mulheres com joelhos abertos);
- Preparado para uma atitude ofensiva ou de ataque: Mãos sobre a cintura;
- Se achando “o macho”: Postura de cowboy, isso é, polegares enfiados no cinto, ou no alto dos bolsos;
- Controlador ou manipulador: Montar na cadeira, isso é, virar a cadeira, sentar e manter as costas da cadeira na sua frente, apoiando o braço. Sentar ao contrário;
- Confiante, pessoa que acha que tem o segredo do sucesso: Catapulta, ou seja, mãos na nuca da cabeça, sentado com as pernas cruzadas com o tornozelo sobre o joelho;
- A postos: sentado, inclinar-se para frente com as mãos no joelhos;
- Fumante confiante, superior, positivo: Baforada para cima;
- Fumante negativo, reservado, desconfiado: Baforada para baixo;
- Pessoa que usa óculos e quer ganhar tempo: Um braço da armação na boca;
- Pessoa intimidadora que usa óculos: Olhar por cima dos óculos.

## Música
Nem toda pantomima deve ter música, mas em diversos casos ela é utilizada para pontuar e acompanhar os sentidos  despertando emoções nos espectadores de acordo com o objetivo da peça. É praxe utilizar músicas que sejam ricas em recursos para os movimentos, se movimentar no ritmo da música é muito interessante, pois realça os movimentos. Mas, claro dependerá do contexto cênico da pantomima em questão seja ela cômica, dramática ou mesmo abstrata.